# Lisette Olivera
Lisette Alexís Gutiérrez (Los Ángeles, California, 16 de abril de 1999), es una actriz estadounidense. Es más conocida por su papel protagonista en la serie de televisión de Disney National Treasure: Edge of History.

## Primeros años
Los padres de Gutiérrez nacieron en México, y es de ascendencia mexicana a través de múltiples generaciones. Nació en Estados Unidos y creció en los suburbios de Los Ángeles, criada en parte por su abuelo. Su madre intentó disuadirla de la carrera de actriz, hacia ámbitos más "económicamente suficientes", y en su lugar se formó desde niña como bailarina, y más tarde también estudió canto, piano y guitarra. Cuando tuvo edad suficiente para conducir, hizo audiciones para cortometrajes en la cercana Hollywood. Fue modelo en la universidad. En 2022, se decía que estaba soltera.

## Carrera
Ha actuado profesionalmente en varias películas y dos series.  Su carrera como actriz en la pantalla comenzó con el cortometraje Feint, estrenado en 2019, año en el que también apareció en la serie web de drama adolescente Brat TV Total Eclipse. Posteriormente tuvo un papel en la película de terror psicológico We Need To Do Something y tuvo papeles importantes en dos cortometrajes cinematográficos.
Tras las detalladas audiciones del verano de 2021, fue anunciada en el papel protagonista de la serie National Treasure, con el nombre de Lisette Alexis, en octubre de 2021, por delante del resto del reparto, y más tarde publicó la primera palabra en un "entre bastidores" sobre el comienzo del rodaje. Las referencias posteriores, y los créditos en pantalla, son como Lisette Olivera. La serie es la primera nueva producción audiovisual de la franquicia National Treasure en unos 15 años, con un presupuesto inicial de unos 100 millones de dólares (79 millones para la producción, más marketing y distribución).
El personaje de Olivera, Jess Valenzuela (originalmente previsto como "Jess Morales"), es una criptóloga autodidacta de 22 años y DREAMer latina. Entre sus coprotagonistas se encuentran Catherine Zeta-Jones y Harvey Keitel, y ha mencionado que aprendió mucho de Zeta-Jones. Su interpretación cosechó críticas positivas, entre ellas la de CBR, que afirmó que "Su talento es mucho más merecedor de la gran pantalla que de una serie en streaming. ¡Está claro que podría compartir cartel con Nicolas Cage en National Treasure 3...", y Yahoo! que la describió como "seria y encantadora".

## Filmografía

### Película
| Año    | Título                  | Función   | Notas y referencias |
| ------ | ----------------------- | --------- | ------------------- |
| 2019   | Feint                   | Donna     | [ 14 ] [ 5 ]        |
| 2021   | I Always Said After     | Alma Luna | [ 5 ]               |
| 2021   | We Need To Do Something | Amy       | [ 6 ] [ 14 ]        |
| 2022/3 | Waltz of the Angels     | Gabby     | [ 14 ] [ 5 ]        |

### Televisión
| Año  | Título                             | Función         | Notas y referencias |
| ---- | ---------------------------------- | --------------- | ------------------- |
| 2019 | Total Eclipse                      | Belle           | [ 6 ] [ 14 ]        |
| 2022 | National Treasure: Edge of History | Jess Valenzuela | [ 6 ]               |
| 2024 | FBI                                | Sidny Ortiz     |                     |